# All Red Route
La All Red Route était, à l'origine, un itinéraire de navires à vapeur utilisée par les navires de la Royal Mail à l'apogée de l'Empire britannique.
Initialement, le terme était destiné uniquement aux liaisons maritimes (car elles étaient le seul moyen pratique de communiquer entre la Grande-Bretagne et le reste de l'Empire), en particulier vers l'Inde via le canal de Suez, itinéraire parfois appelé la British Imperial Lifeline. Le transport ferroviaire fut utilisé à travers la France et l'Italie en direction de la Méditerranée. De 1868 à 1871, le chemin de fer du Mont-Cenis, une ligne temporaire de chemin de fer de montagne traversant le col du Mont Cenis fut utilisée pour le courrier.
Comme l'utilisation de bateaux à vapeur se répandit, des stations charbonnières stratégiquement disposés furent acquises afin de garantir la mobilité des flottes civiles et militaires.
Dans les années 1880, le terme « All Red Route » fut élargie pour inclure le réseau télégraphique (voir All Red Line) reliant les différentes parties de l'Empire, et dans les années 1920, il fut également utilisé en référence aux liaisons aériennes disponibles, initialement avec des dirigeables et puis avec des hydravions, entre la Grande-Bretagne et le reste de l'Empire, voir l’article Imperial Airship Scheme.
La route du canal de Suez raccourcit considérablement l’itinéraire par mer entre la Grande-Bretagne et ses colonies en Asie, et, conscient de son importance, les Britanniques envoyèrent des troupes pour prendre le contrôle du canal en 1882 au début de l'occupation britannique de l'Égypte. Même après que les troupes britanniques furent retirés du reste de l'Égypte en conformité avec le traité anglo-égyptien de 1936, la Grande-Bretagne continua de contrôler le canal et maintint des troupes stationnées dans la zone du canal. Après que le président égyptien Gamal Abdel Nasser eut nationalisé le canal en 1956, provoquant la crise de Suez, le premier ministre britannique Anthony Eden déclara que « l'Egyptien a son pouce sur notre trachée », décrivant le canal de Suez comme la « grande ligne de vie impériale » (British Imperial Lifeline).
La principale "All-Red Route" suivait le trajet suivant:
Sud de la Grande-Bretagne → Gibraltar → Malte → Alexandrie → Port-Saïd (après la construction du canal) → Suez → Aden → Mascate (avec l'accès au golfe Persique) → Inde → Sri Lanka → Malaisie britannique → Birmanie → Singapour (ramification dans l'océan Pacifique vers Hong Kong, l'Australie, la Nouvelle-Zélande, et d'autres colonies britanniques).
Avec la fin de l'Empire britannique et la prévalence croissante des voyages aérien, les termes « All Red Route » et « British Imperial Lifeline » devinrent inusités, et n’existent aujourd’hui qu’en grande partie dans un contexte historique, généralement en référence aux routes utilisées du temps de l'Empire britannique.